# Горбанёв, Василий Александрович
Василий Александрович Горбанёв (21 января 1911, Александрийская, Терская область — неизвестно) — советский колхозник. Герой Социалистического Труда (1966).

## Биография
Василий Горбанёв родился 21 января 1911 года в станице Александрийской Кизлярского отдела Терской области (сейчас в Кизлярском районе Дагестана).
В ноябре 1941 года был призван Кизлярским районным военкоматом в Красную Армию. Участвовал в Великой Отечественной войне в составе 992-го стрелкового полка 306-й стрелковой дивизии. Был наводчиком взвода противотанковых ружей. Дважды был ранен.
После демобилизации жил в селе Калиновка Тарумского района, трудился механизатором в колхозе имени Маленкова (с 1956 года — имени XX партсъезда). Впоследствии стал работать в овцеводстве, в течение 25 лет был старшим чабаном.
22 марта 1966 года Указом Президиума Верховного Совета СССР за достигнутые успехи в развитии животноводства, увеличении производства и заготовок мяса, молока, яиц, шерсти и другой продукции удостоен звания Героя Социалистического Труда с вручением ордена Ленина и золотой медали «Серп и Молот».
Дата смерти неизвестна.
Награждён медалями, в том числе «За боевые заслуги» (12 июня 1945). Заслуженный животновод Дагестанской АССР.